# Sven Höglund
Sven Gustaf Alvar Höglund (23 de outubro de 1910 — 21 de agosto de 1995) foi um ciclista sueco que participava em competições de ciclismo de estrada.

## Carreira
Competiu nos Jogos Olímpicos de Verão de 1932 em Los Angeles, onde fez parte da equipe sueca que conquistou a medalha de bronze no contrarrelógio por equipes. Os outros ciclistas da equipe foram Arne Berg e Bernhard Britz. Na estrada individual, terminou na oitava posição. Venceu o contrarrelógio por equipes (estrada) no Campeonato Sueco de 1935 e 1936, e no Campeonato Nordic, onde terminou em segundo individualmente.